# Blood on the Rooftops

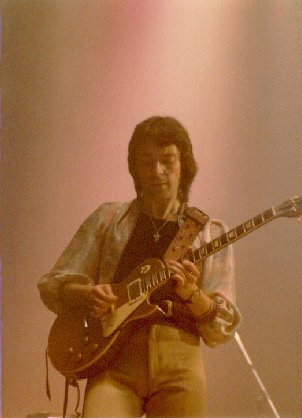
Steve Hackett, 1977

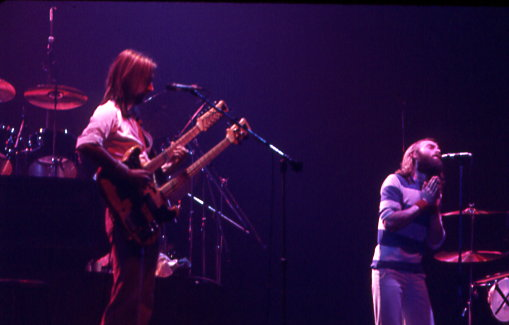
Phil Collins (rechts) und Mike Rutherford, 1977

Blood on the Rooftops (englisch für „Blut auf den Dächern“) ist ein Lied der britischen Band Genesis, das von Steve Hackett und Phil Collins geschrieben wurde. Es wurde 1976 auf dem Album Wind & Wuthering veröffentlicht.

## Text und Musik
Blood on the Rooftops ist ein Lied über „die Langeweile und Wiederholbarkeit der Fernsehnachrichten und den allgemeinen spöttischen Ekel, der manchmal mit dem Anschauen der Nachrichten einhergeht“. Hackett schrieb das klassische Gitarrenintro, die Musik der Strophen und den Text des Liedes, Collins die Musik des Refrains.
Laut Hackett war das Lied ursprünglich ein Liebeslied. Er erklärte: „Als ich die anderen Texte auf dem Album hörte, gab es ohnehin schon einen romantischen Ton, also beschloss ich, den Song so zynisch wie möglich zu machen.“ Er spricht auch einige politische Themen an, die Genesis zuvor vermieden hatte.
Banks und Rutherford meinten beide, es sei Hacketts bester Song als Mitglied der Gruppe. Die Band hat das Lied nicht live gespielt.

## Rezeption
François Couture rezensierte bei AllMusic:
„Blood on the Rooftops … ist zusammen mit One for the Vine einer der Höhepunkte der achten LP von Genesis. … Der Song ist recht einfach (ein Wechsel von Strophe und Refrain), aber im Gegensatz zu Your Own Special Way behält er den Genesis-Charakter (ein bisschen wie Entangled oder Ripples).“
Der Genesis-Fanclub schrieb: „Ein Stück wie Blood On The Rooftops macht deutlich welche Möglichkeiten die Band nach seinem Weggang verloren hat. Die klassische Gitarre im Intro trägt einen unmerklich in den Gesangspart, und schafft eine wunderbar melancholische Stimmung. Die Gesangsmelodie schmiegt sich an die Gitarrenlinie, und verschmilzt mit ihr zu einer perfekten Einheit.“

## Besetzung
- Tony Banks – Synthesizer
- Phil Collins – Gesang, Schlagzeug
- Steve Hackett – Gitarre
- Mike Rutherford – Bass